# Іранський томан
Тума́н, тома́н, (перс. تومان) — офіційна валюта Ірану з XVII століття до 1932. Один томан дорівнював 10 000 динарів.

## Історія
У 1798-1825 томан поділявся на 8 ріалів, кожен з яких на 1250 динарів.
У 1825 запровадили кран, вартістю в 1000 динарів або одну десяту частини томану.
У 1932 томан замінений на ріал за курсом 1 томан = 10 ріалів (тобто 1 ріал = 1 крану). Хоча ріал є офіційною валютою Ірану, іранці використовують термін «томан», що означає 10 ріалів.

## Етимологія
Назва походить від монг. tümen (тумен), тобто десять тисяч.

## Монета
В Ірані в обігу ходили золоті томани поряд із мідними та срібними динарами, ріалами або кранами. У період ручного карбування, золоті томани карбувалися номіналом ¼, ½, 1, 2 і 10 томанів, а потім 1/5, 3 і 6 томанів. Із запровадженням  верстатного карбування у 1295 році за
календарем Фаслі, в обігу були номінали 1/5, ½, 1, 2, 5, 10 і 25 томанів. 
Останній золотий томан в обіг надійшов у 1965, після того, як перестав бути офіційною іранською валютою.